# Edna Henrique
Ednacé Alves Silvestre Henrique (Xique-Xique, 4 de setembro de 1958), mais conhecida como Edna Henrique, é uma servidora pública e política brasileira.

## Política
Foi prefeita do município de Monteiro por dois mandatos, sendo eleita em 2008 e reeleita em 2012. Em 2018 foi eleita deputada federal pelo estado da Paraíba, obtendo 69.935 votos (3,52%) e ficando na 11ª colocação.